# 安田弘之
安田弘之（日语：／ Yasuda Hiroyuki，1967年3月2日—），日本漫畫家。男性。出身於新潟縣西蒲原郡卷町（現新潟市西蒲區）。B型血。
代表作《庶務二課》自1998年開始被拍成電視劇。

## 來歷、人物
新潟大學教育學系美術教員養成科畢業。
1991年，憑藉《MOZOO》發表在《月刊Afternoon》獲得Afternoon四季獎佳作，從此出道。1995年，以《庶務二課》準入圍第27屆講談社千葉徹彌獎。其作品特徵在於遠非現實主義，具有漫畫般線條的吸引力。有個小插曲是，他在作畫的時候，一旦腦海中有了資料，不是將資料放在一邊，而是使用自己心中印象的方法進行繪製。

## 作品列表

### 漫畫
- 庶務二課（《Morning》連載，講談社）（講談社版全7冊、Media Factory（文庫）版全3冊）
  - 1998年4月電視劇化、10月真人電影化。
- 鐵魂道！（《Morning》連載，講談社）（全2冊）
- 千尋（《Morning Magnum增刊》等 連載，講談社）（講談社版全1冊、秋田書店版上下冊）
  - 千尋小姐（日语：ちひろさん）（《Elegance EVE（日语：Eleganceイブ）》2013年7月號—2018年9月號連載[3]，秋田書店）（已出版9冊）2023年真人電影化。
- 和紺野一起玩吧（日语：紺野さんと遊ぼう）（《Manga Erotics F》連載，太田出版）（全3冊）
  - 2008年3月電視劇化。
- （全1冊）
  - （《Spirits增刊IKKI》）
  - （《Mr.Magazine（日语：ミスターマガジン）》連載）
  - （未在雜誌發表）
  - Fighter日記（《Big Comic Superior增刊 FIGHTING BOOK》發表）
  - （《近代麻雀Original（日语：近代麻雀オリジナル）》發表）
  - （《Manga Erotics F》發表）
  - （未在雜誌發表（部分發表於））
- 老師多多（《Big Comic Superior》連載，小學館）（全3冊）
- （《Manga Erotics F》連載，太田出版）（全2冊）
  - 2007年發行非戲院首映DVD。全2卷。
  - 這是關於《老師多多》中的拉比老師和《和紺野一起玩吧》中的紺野成為夫妻的故事。
- （《月刊漫畫俱樂部（日语：まんがくらぶ）》連載，竹書房）（已出版1冊）
- （秋田書店）（全1冊）通院隨筆集。
- 壽司女孩（《月刊Comic @BUNCH（日语：月刊コミック@バンチ）》連載，新潮社）（全3冊）

### 插圖
- （島田佳奈著，全力書店連載）
- （MBS）
  - （2008年1月19日播出）[4]
  - (2008年11月8日播出）[5]

## 外部連結
- 安田弘之的X（前Twitter） （日語）
- （日語）
- （日語）